# Línea del Este
La Línea del Este es una conexión ferroviaria entre la estación de Abrantes, en Portugal, y la frontera con España, junto a Elvas, mostrado un longitud de 140,692 kilómetros. Su primer tramo, entre la estación provisional de Lisboa y Carregado, fue inaugurado el 28 de octubre de 1856, llegando la línea a la frontera con España el 24 de septiembre de 1863.

## Características

### Explotación
En octubre de 2011, presentaba vía única, no electrificada, y utilizaba un sistema de explotación basada en la conexión telefónica; el trazado de esta línea era uno de los mejores en Portugal, con largas rectas y curvas de radio muy abierto. La mayoría de las estaciones estaban encaladas, pero habían sido pintadas por la Red Ferroviaria Nacional. En ese momento, esta línea era utilizada por servicios regionales, utilizados mayoritariamente por jubilados y estudiantes; los servicios fueron cancelados el 1 de enero de 2012.

## Historia

### Antecedentes
Pese a su proximidad geográfica, las comunicaciones fronterizas entre Portugal y España siempre fueron muy deficientes, debido, principalmente, a diferencias políticas; el primer gran plan para establecer una vía de comunicación fue lanzado durante el reinado de Felipe II de España, cuando ambas naciones ibéricas se encontraban políticamente unidas, y proponía convertir en navegables los ríos Tajo y Jarama, y unir de esta forma por vía fluvial, Lisboa a Madrid. Este proyecto, junto con otros que le siguieron, no tuvieron el éxito que se esperaba, pero los gobiernos no dejaron de buscar otras formas de facilitar las conexiones entre los dos países, principalmente para poder exportar sus productos. No obstante, las principales rutas de comunicación, por vía terrestre, continuaban siendo inseguras e irregulares.

### sigloXIX

#### Planificación, construcción e inauguración del tramo hasta Carregado
En el siglo XIX, con la introducción del transporte ferroviario, se retomaron las tentativas para unir las dos naciones; el primer impulso se dio el 19 de abril de 1845, cuando el gobierno portugués firmó un contrato con la Compañía de Obras Públicas, para la construcción y perfeccionamiento de varias infraestructuras de comunicación en el interior del país. Una de las cláusulas se refería, específicamente, a la implementación de una conexión ferroviaria entre Lisboa y la frontera con España, transitando junto al margen del Río Tajo. Esta empresa debía ser realizada en un plazo de 10 años, pero fue cancelada en 1846, debido a la inestabilidad política, principalmente por la Revolución de la Maria de la Fuente.
Tras el regreso de la estabilidad política y social, el estado volvió a presentar interés en construir esta conexión ferroviaria, a través del recién creado Ministerio de Obras Públicas, Comercio e Industria, liderado por el ministro Fuentes Pereira de Melo. El gobierno nombró una comisión para estudiar una propuesta de Hardy Hislop, cuyo trazado atravesaba la frontera junto a Badajoz; el 20 de octubre de 1851, la comisión elaboró las bases para el concurso de este ferrocarril, basadas en la propuesta anterior. El concurso, organizado por Fuentes Pereira de Melo, fue abierto el 6 de mayo y cerrado el 31 de julio de 1852, siendo la obra entregada a la Compañía Central y Peninsular de los Ferrocarriles en Portugal; las obras se iniciaron el 17 de septiembre de 1853.
En junio de 1856, los gobiernos ibéricos formaron una comisión mixta, para estudiar cual sería el trazado definitivo para la conexión fronteriza; formándose así dos corrientes de opinión, una defendiendo que la línea debería ser paralela al Río Tajo, lo que diminuiria las distancias entre las capitales pero precisaba de más inversiones, mientras que la otra presentaba un trazado junto al Río Guadiana, porque pasaría junto al Fuerte de Elvas. Fue escogida la segunda propuesta, pero continuaron surgiendo movimientos de resistencia a esta decisión; por ello, el rey D. Pedro V, que tenía una cierta predisposición en relación con las propuestas de D. José de Salamanca que se encontraba al frente de los principales proyectos ferroviarios portugueses, intervino directamente en la planificación de esta conexión, escribiendo sobre su trazado en una revista de ingeniería militar. El primer tramo de esta línea, entre Carregado y Lisboa, fue inaugurado el 28 de octubre de 1856.

#### Construcción del tramo hasta la frontera

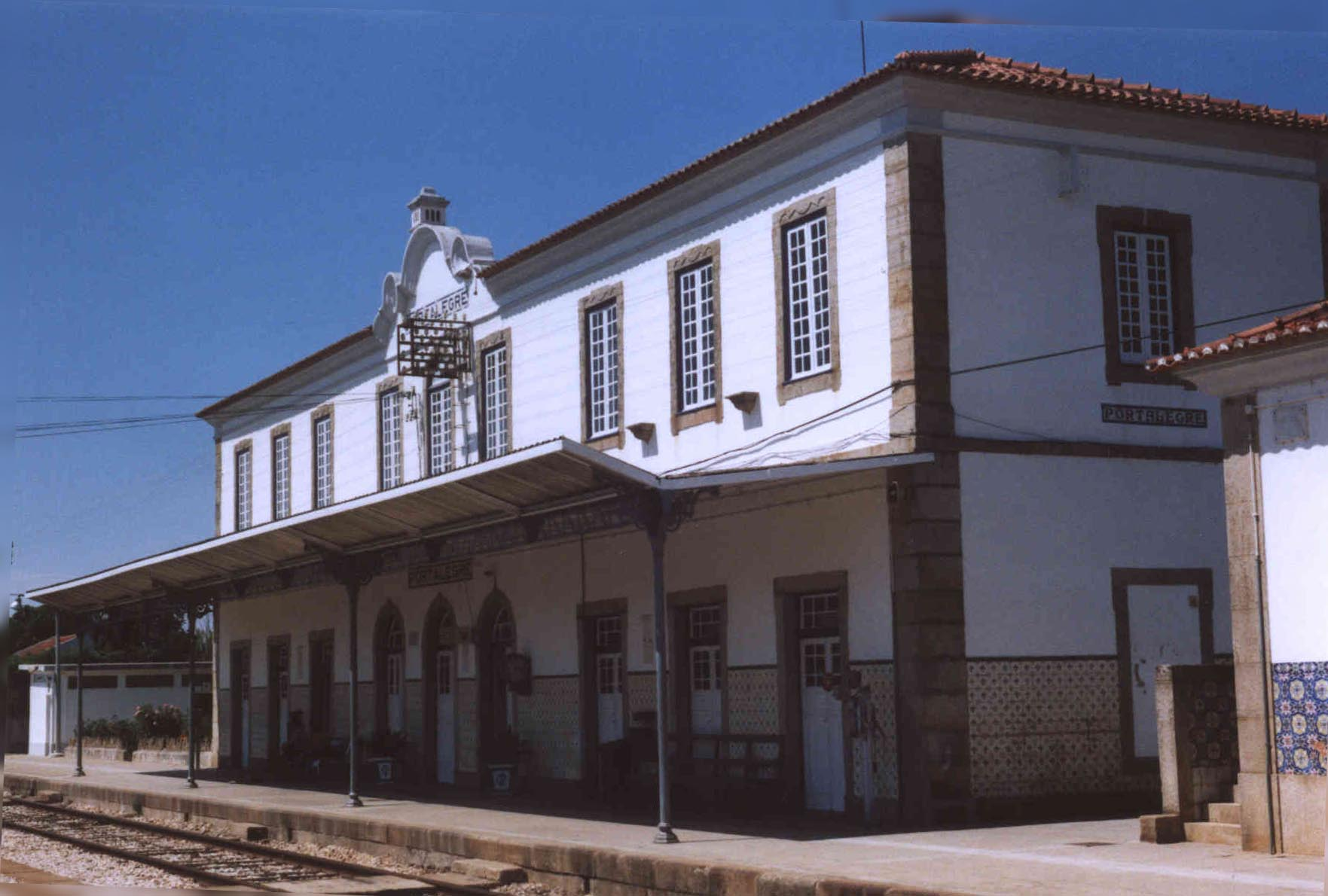
Estación de Portalegre, en Portalegre-Plataforma, a 11 km de la ciudad de Portalegre.

A pesar de que se había inaugurado ya la línea hasta Carregado, continuaron los problemas con las obras, y la Compañía Central y Peninsular se enfrentaba a graves problemas económicos; después de haber fracasado, en 1859, un contrato con el empresario Samuel Morton Peto, el gobierno adjudicó, provisionalmente, el 30 de julio del mismo año, las obras en las Líneas del Este y Norte a D. José de Salamanca y Mayol, que constituyó la Compañía Real de los Caminhos de Ferro Portugueses para gestionar estas conexiones.
Las obras prosiguieron, siendo las vías adaptadas del ancho de 1,44 metros al ancho ibérico, y el tramo hasta Santarém fue abierto el 1 de julio de 1861. La línea llegó hasta Abrantes el 7 de noviembre de 1862, a Crato el 6 de marzo de 1863, y a Elvas el 4 de julio del mismo año. La conexión desde esta estación hasta la frontera abrió a la explotación el 24 de septiembre, siendo el tramo desde este punto hasta la estación de Badajoz, del lado español, entrado en servicio el 20 de septiembre. Esta fue la primera unión ferroviaria entre los dos países, pero permaneció aislada de la red española, hasta que fue inaugurado el ferrocarril entre Badajoz y Ciudad Real, el 30 de julio de 1866. La plataforma de vía fue, entonces, preparada para la duplicación.
Debido al trazado de las líneas en España, que no poseía en ese momento de una conexión evidente entre Madrid y la frontera con Portugal, los servicios entre las capitales ibéricas estaban forzadas a dar una gran vuelta por Alcázar de San Juan, Manzanares y Ciudad Real; este problema fue en parte resuelto con la apertura de la línea entre Madrid y Ciudad Real el 1 de mayo de 1879, pero la conexión directa fue inaugurada el 8 de octubre de 1881, atravesando la frontera por el Ramal de Cáceres.
En 1873, Amadeo I de España transitó por la Línea del Este, en su viaje de camino a Lisboa, después de abdicar del trono español; fue recibido, con una gran ceremonia, en la Estación de Elvas.

#### Conexiones al Ramal de Vila Viçosa y Ramal de Mora
El Plan de la Red al Sur del Tajo, en documento fechado de 15 de mayo de 1899, elaborado por una de dos comisiones técnicas para orientar las futuras construcciones de conexiones ferroviarias en Portugal, según un decreto del 6 de octubre de 1898, ordenó que fuese continuada la Línea de Évora, de Estremoz a Elvas, pasando por Vila Viçosa, y la línea de Ponte de Sor, entre las estaciones de Évora y Ponte de Sor, en la Línea del Este.

### sigloXX
El tráfico fronterizo, de carga y pasajeros, por esta línea, aumentó de 1901 a 1902, siendo los principales movimientos de mercancías la exportación a España, de maderas, en el régimen de baja velocidad, y la importación de lanas, cereales y metales. En este último año, esta era una de las conexiones ferroviarias en Portugal con mayor incidencia de apedreamientos de las composiciones.
En 1927, la gestión de esta línea pasó a la Compañía de los Caminhos de Ferro Portugueses.
El informe de 1931 - 1932 de la Dirección General de Ferrocarriles, presentado en 1934, calculó que la Línea del Este, entonces considerada entre la Estación de Lisboa-Santa Apolónia a la frontera con España en Elvas, tenía una extensión de 275,599 kilómetros.
En el Consejo de Ministros del Gobierno Portugués, realizado el 15 de noviembre de 1988, se decidió que fuesen realizados, hasta diciembre de aquel año, estudios sobre las cuatro conexiones ferroviarias internacionales, incluyendo la Línea del Este; uno de los propósitos sería la futura adaptación de estas líneas al ancho europeo, y la circulación en el régimen de alta velocidad. En ese momento, esta conexión era, junto con las Líneas del Norte y Beira Alta, uno de los ejes prioritários para la modernización, debido su importancia como línea internacional.

### sigloXXI
En abril de 2011, una persona fue mortalmente atropellada cuando atravesaba la vía, en la zona de Arronches.
En 2009, la Red Ferroviaria Nacional preparó un programa de inversiones, con el valor de 48 millones de Euros, para la modernización de esta línea, y adaptación de la vía a ancho doble; no obstante, esta empresa fue interrumpida en 2011, siendo varios trozos también intervenidos.
En octubre del mismo año, el Gobierno anunció que esta sería una de las líneas en las cuales los servicios de pasajeros serían cerrados, una vez que se produjo una reducción del presupuesto; dio como resultado que la operadora Comboios de Portugal calculaba que esta línea daba cerca de 1,2 millones de Euros de perdidas, habiendo transportado en 2010 28.164 pasajeros, lo que arrojaba una media de 19 viajeros por composición.

### Tráfico de pasajeros y mercancías

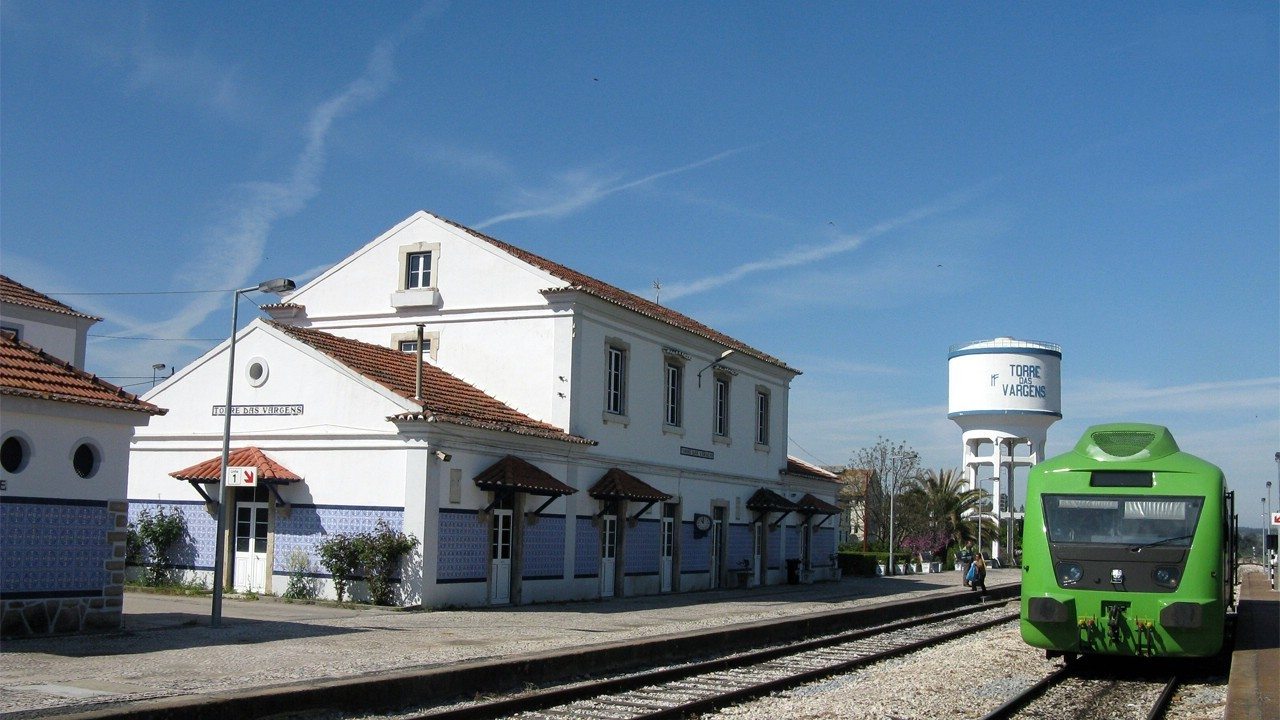
Vista general de la Estación de Torre das Vargens, en 2009.

Por esta vinculación circularon varios servicios de tipología Regional, entre Elvas y Badajoz, de los Caminhos de Ferro Portugueses, que eran remolcados por locomotoras de la CP Serie 1200.

### Supresión de las circulaciones de pasajeros
En diciembre de 2011, la operadora Comboios de Portugal comunicó que, debido a la reducción de presupuesto, iba a suprimir todos los servicios Regionales de pasajeros en esta línea a partir del 1 de enero de 2012.